# Jan Gerrit Heeres
Jan Gerrit Heeres (Oude Pekela, 10 september 1845 – Groningen, 20 juni 1922) was een koopman en burgemeester van Oude Pekela.

## Biografie
Heeres werd geboren in 1845 als zoon van de koopman Gerrit Heeres en Eppien Kiers. Hij trouwde in 1871 te Wildervank met Jantina Oostinjer, dochter van de landbouwer en vervener Rense Jacobs Oostinjer en Aaltje Everts Oosterwijk uit Nieuwe Pekela.
Heeres werd in 1883 kandidaat gesteld als gemeenteraadslid voor de kiesvereniging Gelijk recht voor allen te Oude Pekela en was van 1887 tot 1894 wethouder voor deze politieke groepering. Op 20 juni 1894 werd hij benoemd tot burgemeester van de gemeente Oude Pekela. Dit ambt heeft hij bekleed tot 1 juni 1917. Heeres had al in 1916 aangegeven geen herbenoeming te wensen. De verstandhouding met (een deel van) de gemeenteraad van Oude Pekela was in de laatste fase van zijn burgemeesterschap verslechterd. Van 1896 tot 1913 was hij eveneens lid was van de Provinciale Staten van Groningen. 
Heeres overleed in 1922 op 76-jarige leeftijd in het voormalige Diakonessenhuis in Groningen. Hij is begraven op de algemene begraafplaats in Oude Pekela.